# Hoříkovice (Chotěšov)
Hoříkovice jsou malá vesnice, část obce Chotěšov v okrese Plzeň-jih v Plzeňském kraji. Nachází se asi 2,5 kilometru severozápadně od Chotěšova. Je zde evidováno 40 adres. V roce 2011 zde trvale žilo 85 obyvatel.
Hoříkovice leží v katastrálním území Hoříkovice u Chotěšova o rozloze 3,59 km².

## Historie
První písemná zmínka o vesnici pochází z roku 1236.

## Obyvatelstvo
| Rok            | 1869 | 1880 | 1890 | 1900 | 1910 | 1921 | 1930 | 1950 | 1961 | 1970 | 1980 | 1991 | 2001 | 2011 | 2021 |
| -------------- | ---- | ---- | ---- | ---- | ---- | ---- | ---- | ---- | ---- | ---- | ---- | ---- | ---- | ---- | ---- |
| Počet obyvatel | 129  | 129  | 132  | 168  | 244  | 225  | 224  | 165  | 160  | 121  | 107  | 90   | 75   | 85   | 85   |
| Počet domů     | 20   | 20   | 20   | 21   | 29   | 30   | 40   | 49   | 40   | 36   | 37   | 39   | 39   | 39   | 41   |

## Obecní správa
Při sčítání lidu v letech 1850–1959 Hoříkovice byly samostatnou obcí, se kterým patřila nejprve do okresu Stříbro, ale v roce 1950 v okrese Stod. V letech 1960–1976 byly částí obce Kotovice v okrese Plzeň-jih. Od 30. dubna 1976 jsou částí obce Chotěšov v okrese Plzeň-jih. Poté se Kotovice opět osamostatnily, ale Hoříkovice již zůstaly součástí Chotěšova.

## Pamětihodnosti
- Boží muka

## Další fotografie

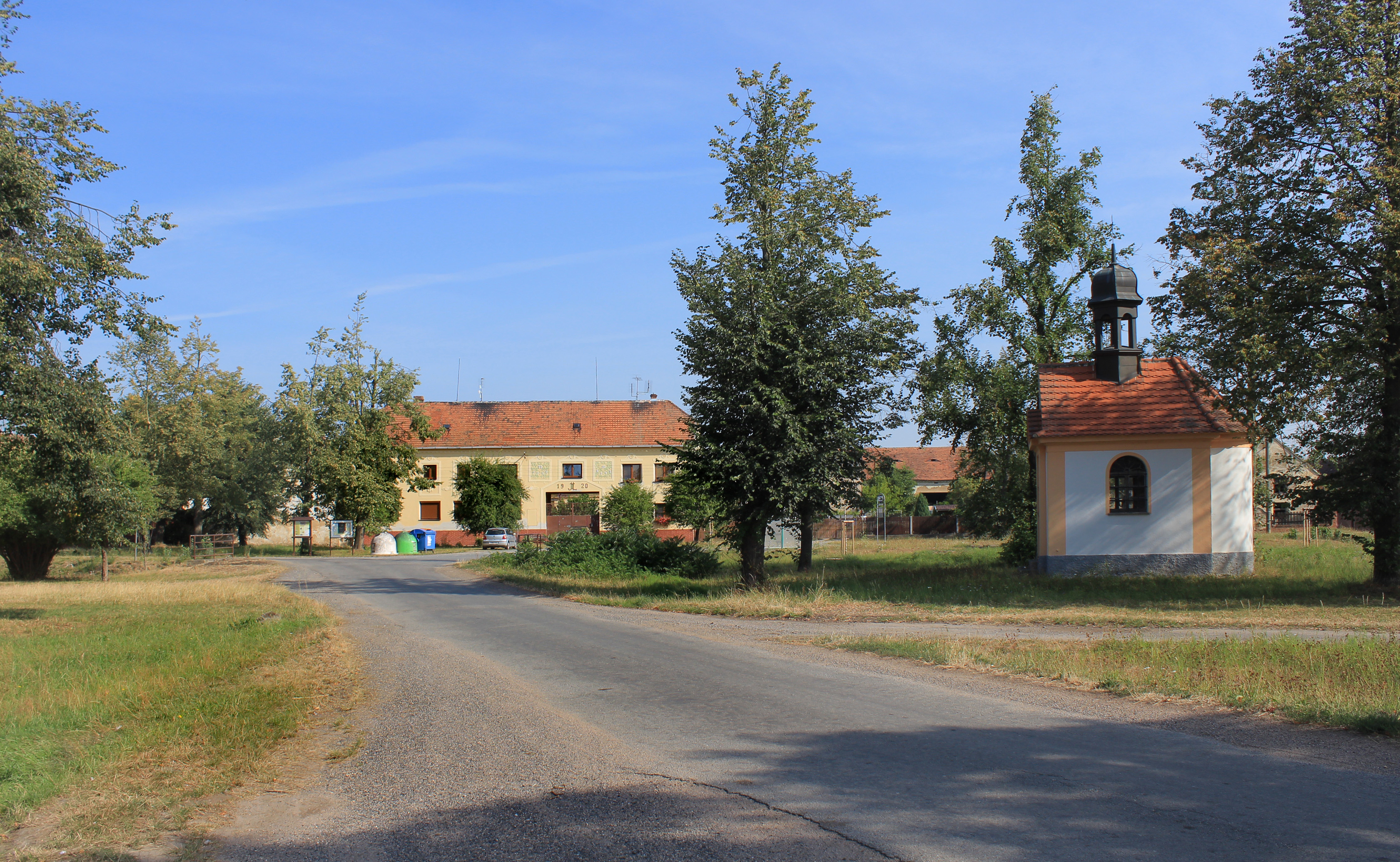
Náves
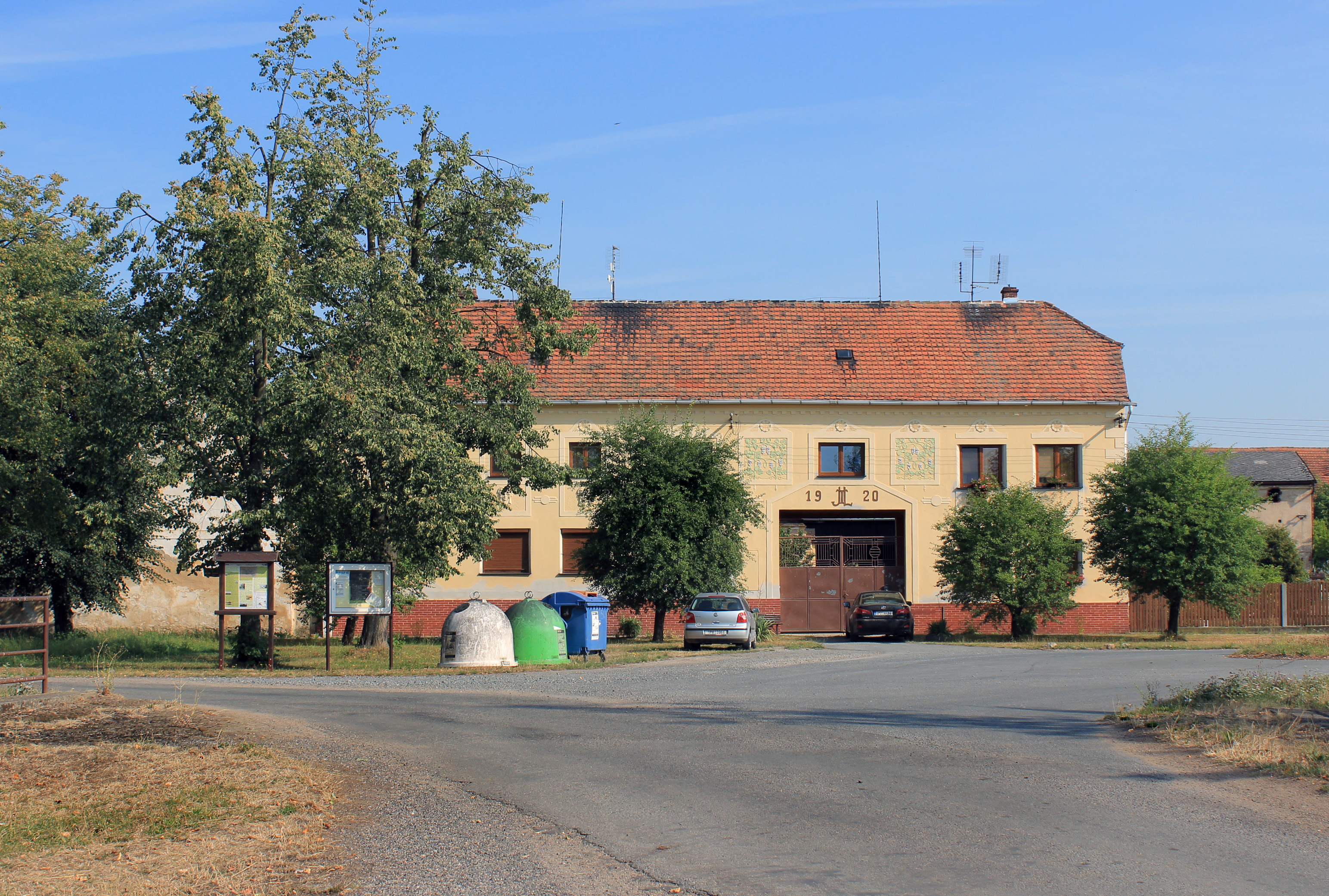
Dům čp. 2
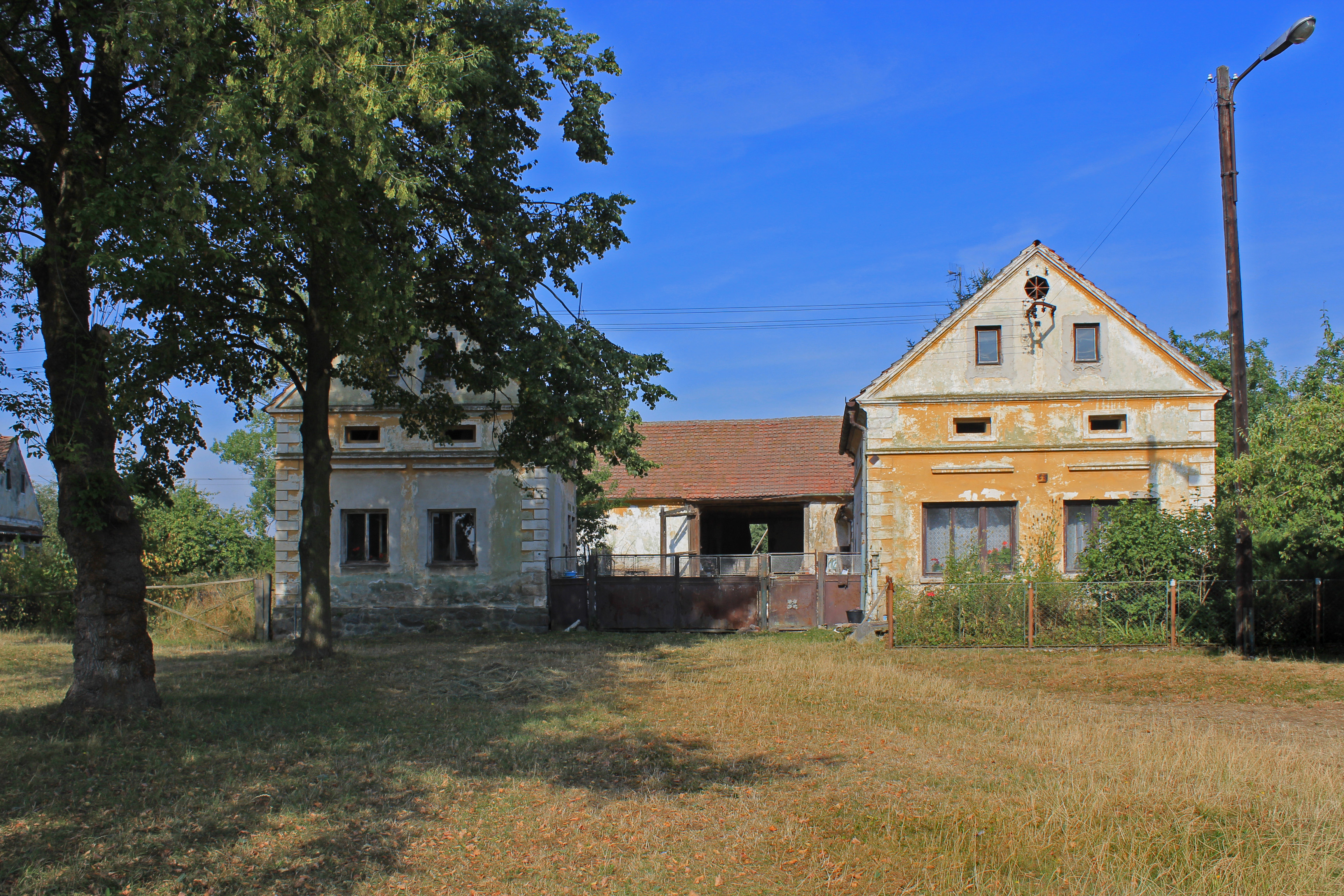
Domky na návsi